# Чемпионат Европы по автогонкам 1932 года
Чемпионат Европы по автогонкам 1932 года стал вторым в истории автогонок Гран-При. Победителем чемпионата стал итальянский автогонщик Тацио Нуволари выступая за команду Alfa Romeo. Нуволари выиграл две из трех гонок. Все гонки чемпионата проходили в 5-9 часовом формате.

## Гран-при
| № | Дата    | Гран-при          | Трасса      | Победитель        | Команда    | Отчёт |
| - | ------- | ----------------- | ----------- | ----------------- | ---------- | ----- |
| 1 | 5 Июня  | Гран-при Италии   | Монца       | Тацио Нуволари    | Alfa Romeo | Отчёт |
| 2 | 3 Июля  | Гран-при Франции  | Реймс-Гу    | Тацио Нуволари    | Alfa Romeo | Отчёт |
| 3 | 17 Июля | Гран-при Германии | Нюрбургринг | Рудольф Караччола | Alfa Romeo | Отчёт |

## Финальное положение в чемпионате
| Позиция | Гонщик             | Италия | Франция | Германия | Очки |
| ------- | ------------------ | ------ | ------- | -------- | ---- |
| 1       | Тацио Нуволари     | 1      | 1       | 2        | 4    |
| 2       | Баконин Борзакинни | 3      | 2       | 3        | 8    |
| 3       | Рудольф Караччола  | 11     | 3       | 1        | 9    |